# Трамплер, Вальтер
Вальтер Трамплер (нем. Walter Trampler; 25 августа 1915, Мюнхен — 27 сентября 1997, деревня Порт-Жоли, Новая Шотландия) — немецко-американский альтист и исполнитель на виоле д’амур, педагог.
Учился музыке у своего отца-скрипача. В середине 1930-х много гастролировал по Европе в составе струнного квартета Макса Штруба. В 1939 г. эмигрировал в США, служил в американской армии во время Второй мировой войны. В 1947—1955 гг. играл на альте в струнном Квартете Новой Музыки. Преподавал в ведущих американских консерваториях — Джульярдской школе, Йельской школе музыки и в Консерватории Новой Англии (с 1982 г. до весны 1997 г.).
Трамплер исполнял широкий круг произведений, начиная с барочной музыки, однако прежде всего был известен как выдающийся пропагандист музыки XX века. В сольном и ансамблевом репертуаре Трамплера большое место занимали произведения Пауля Хиндемита, Лучано Берио, Ханса Вернера Хенце и других выдающихся композиторов современности. Трамплер был одной из центральных фигур на международных конгрессах альтистов — проведя, в частности, в ходе Бостонского конгресса в 1985 г. уникальную акцию под названием «Встреча с композитором», в ходе которой исполнялись отрывки ещё не законченной сонаты для альта и фортепиано Уильяма Томаса Маккинли, и во время исполнения композитор комментировал свою музыку для публики и обсуждал с исполнителем нюансы интерпретации.